# گیورگی اواشویلی
گیورگی اُواشویلی (گرجی: გიორგი ოვაშვილი؛ زادهٔ ۱۴ نوامبر ۱۹۶۳) کارگردان فیلم، تهیه‌کننده، فیلم‌نامه‌نویس، فیلم‌بردار و بازیگر اهل گرجستان است.
از فیلم‌های او می‌توان به خیبولا اشاره کرد.